# Gobititan
Gobititan là một chi khủng long, được You Tang F. & Luo mô tả khoa học năm 2003.